# پیانتسا
پیانتسا (به ایتالیایی: Pianezza) یک کومونه در ایتالیا است که در استان تورین واقع شده‌است.

## خصوصیات
پیانتسا ۱۶٫۵ کیلومترمربع مساحت و ۱۴٬۹۲۶ نفر جمعیت دارد و ۳۶۵ متر بالاتر از سطح دریا واقع شده‌است.